# مارتينا ماجيو

مارتينا ماجيو (مواليد 26 يوليو 2001) هي لاعبة جمباز فني إيطالية، مثلت إيطاليا في الألعاب الأولمبية الصيفية 2020.

## وصلات خارجية
- مارتينا ماجيو على موقع الاتحاد الدولي للجمباز (biography) (الإنجليزية)
- مارتينا ماجيو على موقع أوليمبيديا (الإنجليزية)